# Racosperma abbatianum
Racosperma abbatianum är en ärtväxtart som först beskrevs av Leslie Pedley, och fick sitt nu gällande namn av Leslie Pedley. Racosperma abbatianum ingår i släktet Racosperma och familjen ärtväxter. Inga underarter finns listade i Catalogue of Life.